# Troianî, Dîkanka
Troianî (în ucraineană Трояни) este un sat în așezarea urbană Dîkanka din regiunea Poltava, Ucraina.

## Demografie
Componența lingvistică a localității Troianî
     Ucraineană (80,95%)
     Rusă (19,05%)
Conform recensământului din 2001, majoritatea populației localității Troianî era vorbitoare de ucraineană (80,95%), existând în minoritate și vorbitori de rusă (19,05%).